# جگی-دونگ
جگی-دونگ (به لاتین: Jegi-dong) یک منطقهٔ مسکونی در کره جنوبی است که در Dongdaemun District واقع شده‌است.